# Grupo Albatros
La Agrupación Albatros es una unidad de operaciones especiales que está bajo el mando de la Prefectura Naval Argentina.
Ubicado en la Provincia de Buenos Aires, esta unidad conduce operaciones marítimas y fluviales, así como también en lagos y zonas cercanas a la costa.
Además de las operaciones antiterroristas, la unidad se ocupa de búsqueda, salvamento, operativos antiimportación de drogas y búsqueda de prófugos de la justicia.
Brindar seguridad a las personas y bienes en caso de sabotaje, atentados, disturbios, estallidos sociales o contingencias fortuitas o provocadas, que hagan necesario el concurso de personal específicamente adiestrado, apoyando a los órganos operativos en tareas de vigilancia, custodia y protección de objetivos críticos y vitales, restablecimiento y mantenimiento del orden público, garantizando la libertad de trabajo. Prevención y lucha en contra del tráfico de drogas.
Por su organización y equipamiento puede actuar como elemento táctico policial homogéneo, ya sea en forma aislada, en conjunto o agregada a otras fuerzas, tanto en el ámbito jurisdiccional propio de la Prefectura, como fuera de él cuando así corresponda, a fin de preservar la seguridad y el orden público o restablecerlos si son perturbados y auxiliar a la comunidad en situaciones de catástrofes, inundaciones y otros siniestros.

## Organización
Para el cumplimiento de su misión y su tarea, la organización de la Agrupación Albatros, como unidad de despliegue rápido se divide en cuatro columnas operativas:
- Compañía Operacional Táctica —COT—.
- Compañía Operacional Antidisturbios —COA—.
- Compañía Operacional Logística —COL—.
- Unidad de Operaciones Policiales Especiales —UOPE—.

## Capacidades
Los integrantes que componen estas fracciones se preparan para el cumplimiento de tareas que impliquen alto riesgo. El adiestramiento es intensivo y obedece a una planificación de instrucción policial basado en la vigilancia y control policial de objetivos estratégicos, áreas portuarias y/o de zonas fronterizas; como también:
- Recuperación de instalaciones o inmuebles tomados y/o personas secuestradas
- Recuperación de buques en puertos o en navegación, en ambos casos con o sin rehenes
- Operaciones de control disturbios para el restablecimiento del orden público.
- Apoyo de operaciones de abordaje e inspección de buques pesqueros extranjeros en el mar jurisdiccional, integrando las dotaciones de visita de inspección.
- Intensificación de adiestramiento, perfeccionamiento y actualización de efectivos propios en operaciones policiales especiales.
- Y apoyo a las juntas de defensa civil en zonas de emergencia conformando además la unidad de respuesta a crisis —URC— de la Prefectura Naval Argentina.

## Armamento
- Pistola Beretta 92 calibre 9x19 mm.
- Subfusil Heckler & Koch MP5 calibre 9x19 mm.
- Fusil de asalto FN FAL calibre 7,62x51 mm.
- Fusil de asalto SIG SG 550 calibre 5,56x45 mm.
- Escopeta Benelli M3 calibre 12.
- Escopeta SPAS-15 calibre 12.
- Fusil de asalto MTAR-21 (versión "Micro" del IMI Tavor, Tavor TAR-21, IMI TAR-21) calibre 5,56x45 mm
- Ametralladora FN MAG calibre 7,62x51 mm.
- Fusil de francotirador MSG90 calibre 7,62x51 mm.
- Fusil de francotirador Remington 700 calibre 7,62x51 mm.
- Fusil de francotirador SIG Sauer SSG 3000 calibre 7,62x51 mm.
- Fusil de francotirador Blaser R93 LRS calibre 7,62x51 mm.
- Lanza granadas Heckler & Koch HK69A1 calibre 40x76 mm.
- Cuchillo de combate Yarará «Albatros».
- Granadas y explosivos.
- Casco PASGT.
- Escudo balístico.